# 부정견
부정견(不正見,
산스크리트어: mithyā-dṛṣṭi,
영어: wrong view) 또는 악견(惡見)은 다음의 분류, 그룹 또는 체계의 한 요소이다. 똥1싼태2훈을 말한다
- 부정견 또는 악견을 간단히 견(見)이라고도 한다.[1][2] 넓은 의미에서의 견은 정견(正見)과 부정견(不正見) 등의 모든 견해를 통칭하는데, 이 경우 2견 · 3견 · 4견 · 5견 · 7견 · 8견 · 10견 · 62견 등의 분류가 있으며. 대표적인 분류로는 8견(八見)을 들 수 있다.[3][4][5]
- 부파불교와 대승불교는 모두 부정견을 유신견(有身見, 薩迦耶見, 我見, 我所見) · 변집견(邊執見) · 사견(邪見) · 견취(見取) · 계금취(戒禁取)의 5견(五見)으로 세분한다.[4][5][6][7]
  - 5견 가운데 유신견 · 변집견 · 사견의 3견(三見)은 초기불교 · 부파불교 · 대승불교의 9결(九結) 가운데 견결(見結)에 해당한다.[8][9][10]
  - 5견 가운데 견취 · 계금취의 2취(二取)는 초기불교 · 부파불교 · 대승불교의 9결 가운데 취결(取結)에 해당한다.[8][11][12]
  - 5견 가운데 사견(邪見)은 고타마 붓다가 설한 8정도 가운데 정견(正見)의 반대이다.[13][14]
- 부파불교의 설일체유부의 교학에서 6가지 근본번뇌(根本煩惱), 즉 6수면(六隨眠) 중의 하나이다.[15][16][17][18][19]
- 부파불교의 설일체유부의 5위 75법에서는 그대로 일치하는 항목이 없는데, 이는 설일체유부에서는 심소법(心所法: 46가지) 중 대지법(大地法: 10가지) 가운데 하나인 혜(慧)의 그릇된 상태인 염혜(染慧) 즉 염오혜(染汚慧)가 곧 부정견 즉 그릇된 견해인 것으로 보기 때문이다.[20]
- 대승불교의 유식유가행파와 법상종의 교학에서 6가지 근본번뇌(根本煩惱) 중의 하나이다.[15][21][22]
- 대승불교의 유식유가행파와 법상종의 5위 100법에서 심소법(心所法: 51가지)의 번뇌심소(煩惱心所: 6가지) 가운데 하나이다.[21][22][23]

부정견(不正見)은 진리에 어긋나는 잘못된 견해라는 뜻으로 악견(惡見)과 같은 말이다. '잘못된 견해' 또는 '삿된 견해'라는 뜻의 사견(邪見)과도 같은 말이며, '망녕된 견해'라는 뜻의 망견(妄見)과도 같은 말이며, 오염된 견해 즉 번뇌에 오염된 견해 또는 번뇌에 물든 상태의 견해라는 뜻의 염오견(染汚見)과도 같은 말이다. 한편, 이들 중 사견(邪見)은 좁은 뜻으로는 부정견(不正見)을 세분할 때의 5가지 견해인 5견(五見) 중의 하나로서, 인과의 도리를 무시하는 옳지 못한 견해를 뜻하며, 이 좁은 뜻의 사견이 '바른 견해'라는 뜻의 8정도의 정견(正見)의 반대말이다. 즉 8정도의 정견은 인과의 도리를 바르게 아는 견해를 말한다.
《대승오온론》과 《대승광오온론》에 따르면, 부정견 또는 악견의 본질은 염혜(染慧)이다. 염혜는 염오혜(染污慧)라고도 하며 오염된 지혜라고 번역되는데, '번뇌와 함께 하는[煩惱俱]' 지혜[慧]를 뜻한다. 즉, 일반적인 표현으로는, 번뇌에 물든 상태의 지혜를 말하며, 엄밀한 표현으로는, 번뇌 즉 '부정적인 마음작용'과 상응[俱, 함께 함]하고 있는 상태의 지혜를 말한다.
《구사론》, 《대승오온론》, 《성유식론》 등에 따르면, 부정견 또는 악견은 보다 자세히는 유신견(有身見, 薩迦耶見, 我見, 我所見) · 변집견(邊執見) · 사견(邪見) · 견취(見取) · 계금취(戒禁取)의 5가지 견해로 나뉘는데, 이 때문에 부정견 또는 악견을 5견(五見) 또는 5악견(五惡見)이라고도 하며, 단순히 견(見)이라고도 한다.

## 정의

### 부파불교
부파불교의 설일체유부의 교학에 따르면, 부정견(不正見) 또는 악견(惡見)은 대지법(大地法)에 속한 마음작용인 혜(慧: 판단), 즉 마음(6식, 즉 심왕, 즉 심법)과 언제나 함께 일어나는 10가지 마음작용들 중의 하나인 혜(慧: 판단)의 그릇된 상태이다.
즉, 설일체유부의 대지법에 대한 교학에 따르면, 대상[境]을 인연[緣]하여 마음(6식, 즉 심왕, 즉 심법)이 일어날 때면 언제나 혜(慧: 판단)의 마음작용이 그 마음과 상응하여 함께 일어나면서 사(事: 구체적 사물)와 이(理: 진리성, 이치, 논리)를 판단하는데, 마음이 번뇌로 덮혀 있는 경우 그 번뇌로 인해 혜(慧: 판단)는 염오혜(染汚慧) 즉 번뇌에 물든 혜(慧: 판단)가 되고 염오혜(染汚慧)는 마음으로 하여금 대상에 대해 그릇된 견해를 가지게 한다.
《구사론》에 따르면, 정견(正見)이건 악견(惡見)이건 모든 견(見)의 공능(功能)은 심려(審慮: 심사숙고)한 다음 결탁(決度: 확인 판단)하는 것, 즉 숙고한 후 확인 판단하는 것인데, 마음(6식, 즉 심왕, 즉 심법)을 이루는 6식 중에서 전5식과 함께 일어나는 혜(慧: 판단)의 마음작용에는 견(見)의 공능이 없고 제6의식과 함께 일어나는 혜(慧: 판단)의 마음작용에만 견(見)의 공능이 있다.
그리고, 《구사론》에 따르면, 부정견(不正見) 또는 악견(惡見)은 모두 오염된 견(見)을 본질[性]로 하는 것, 즉 잘못된 심려(審慮: 심사숙고)와 결탁(決度: 확인 판단)을 공능(功能)으로 하는 것이지만, 그 행상(行相, 行)에 차이가 있어 유신견(有身見, 薩迦耶見) · 변집견(邊執見) · 사견(邪見) · 견취(見取) · 계금취(戒禁取)의 5견(五見)으로 나뉜다. 여기서 행상(行相, 行)은 인식에 있어서 객관우선주의의 입장을 가진 설일체유부의 견지에서는, 객관의 사물이 주관인 마음(여기서는 6식 중 제6의식만을 말함, 즉 견(見)의 경우이므로 전5식은 제외됨)에 비친 모습, 즉 주관인 마음에 형성된 대상[境]의 모습을 말한다.
따라서 부정견(不正見) 또는 악견(惡見)의 행상(行相, 行)에 차이가 있다는 것은 대상에 대해 시간과 노력을 들여 심사숙고하여 추론하고 판단하여 형성한 견해들이 대상[境]의 실제 모습과는 어긋나는 것들 즉 잘못된 견해들인 경우가 있는데, 그 종류를 5종으로 나눌 수 있다는 것을 말한다.
그리고 대상[境]이란 사(事: 구체적 사물), 즉 현재 마주하고 있는 구체적 대상으로서의 6경(六境)뿐만 아니라 이(理: 진리성 · 이치 · 논리), 즉 현재 마주하고 있는 6경(六境)의 진리성, 논리 또는 이치도 포괄하는 말인데, 견(見)은 후자의 이(理)에 대한 것이다. 부정견(不正見) 또는 악견(惡見)은 마음(6식, 즉 심왕, 즉 심법)으로 하여금 이(理: 진리성 · 이치 · 논리)에 대해 잘 알지 못하게 하는 마음작용인데, 이에 대해 마음(6식, 즉 심왕, 즉 심법)으로 하여금 사(事: 구체적 사물), 즉 현재 마주하고 있는 구체적 대상에 대해 잘 알지 못하게 하는 마음작용을 부정지(不正知)라고 한다. 설일체유부에서는 부정견(不正見)과 부정지(不正知) 둘 다가 혜(慧)를 본질로 하는 것이라고 보기 때문에 5위 75법의 법체계에서 독립된 마음작용(심소법)으로 설정하지 않는다. 반면, 유식유가행파와 법상종에서는 5위 100법의 법체계에서 이들 둘 다를 독립된 마음작용(심소법)으로 설정하고 있다.

### 대승불교
대승불교의 유식유가행파와 법상종에서도 설일체유부와 마찬가지로 부정견(不正見) 또는 악견(惡見)의 본질적 성질[性, 自相]이 염혜(染慧) 즉 염오혜(染汚慧)라는 것에 의견을 같이하고 있다. 하지만, 유식유가행파와 법상종의 5위 100법의 체계에서는 부정견(不正見) 또는 악견(惡見)이라는 명칭의 항목이 존재하는데, 이것은 만물이 마음(8식, 즉 심왕, 즉 심법)의 전변이라고 보는 대승불교의 관점에서는 그 세력이 강력한 마음작용이나 실천[行: 道諦]과 벗어남[出離: 滅諦]에서 중요한 마음작용을 별도의 항목으로 설정하는 것이 타당하다고 보기 때문이다.
유식유가행파와 법상종 주요 논서인 《성유식론》에 따르면, 부정견(不正見) 또는 악견(惡見)은 마음(8식, 즉 심왕, 즉 심법)으로 하여금 모든 진리[諦]와 논리[理]에 대해 뒤바뀌게 추측하고 헤아리게 하는 염혜(染慧) 즉 염오혜(染汚慧)를 본질적 성질[性]로 하는 마음작용이다. 그리고, 부정견(不正見) 또는 악견(惡見)의 마음작용은 이러한 본질적 성질을 바탕으로 마음으로 하여금 선견(善見, 正見: 바른 견해, 악견의 반대인 선견, 즉 부정견의 반대인 정견)의 마음작용과 상응하는 것을 장애함으로써 괴로움[苦]을 초래하는 것을 그 본질적 작용[業]으로 한다.
그리고, 《성유식론》에서는 위와 같이 본질적 성질[性]과 본질적 작용[業]을 밝힘으로써 부정견(不正見) 또는 악견(惡見)을 정의한 후, 부정견(不正見) 또는 악견(惡見)이 행상(行相)의 차이로 인해 5가지의 염오견 즉, 살가야견(薩迦耶見, 有身見) · 변집견(邊執見) · 사견(邪見) · 견취(見取) · 계금취(戒禁取)의 5견(五見)으로 분류된다고 말하고 있다.
여기서 행상(行相, 行)은 인식에 있어서 주관우선주의의 입장을 가진 유식유가행파를 비롯한 대승불교의 견지에서는, 객관의 사물이 주관인 마음(여기서는 8식 중 제6의식만을 말함, 즉 견(見)의 경우이므로 전5식은 제외됨)에 비친 모습, 즉 주관인 마음에 비추인 대상[境]에 대해 주관인 마음이 그 대상[境]을 인식하는 작용을 말한다.
말하자면, 대승불교의 유식유가행파에서는 부정견(不正見) 또는 악견(惡見)의 행상(行相, 行)에 차이가 있다는 것이란 주관인 마음에 비추인 대상[境]에 대해 주관인 마음이 그 대상[境]을 인식하는 작용 그 자체가 이미 오염된 상태에서 이루어지는 인식 작용일 수 있으며, 이러한 경우, 즉 오염을 벗어나지 못한 상태에서는, 아무리 바르게 심사숙고하고 추론하고 판단한다고 하더라도 그 형성된 견해는 오염된 견해가 되며, 이들 오염된 견해들을 5종으로 나눌 수 있다는 것을 말한다.
이에 대해 부파불교의 설일체유부에서는 부정견(不正見) 또는 악견(惡見)이란 마음(여기서는 6식 중 제6의식만을 말함, 즉 견(見)의 경우이므로 전5식은 제외됨)에는 이미 대상의 실제 모습이 온전히 비추이는데 번뇌에 물들어 있는 상태의 마음이 그 비추인 대상에 대해 잘못 심사숙고하여 추론하고 판단하였기 때문에 발생하는 견해라고 보며, 따라서 부정견(不正見) 또는 악견(惡見)의 행상(行相, 行)에 차이가 있다는 것이란 '마음이 행할 수 있는 잘못된 심사숙고와 추론과 판단'을 5종으로 나눌 수 있다는 것을 말한다.
위와 같이, 《성유식론》에서는 본질적 성질[性]과 본질적 작용[業]을 밝힘으로써 부정견(不正見) 또는 악견(惡見)을 먼저 정의한 후 행상(行相)의 차이에 따라 5견(五見)으로 분류한다. 이에 비해, 무착의 《대승아비달마집론》, 안혜의 《대승아비달마잡집론》, 세친의 《대승오온론》에서는 곧장 5견(五見)을 들어서 부정견(不正見) 또는 악견(惡見)을 정의하고 있다. 그리고 5견(五見)의 각 항목을 5취온(五取蘊)과 관련지어 설명하고 있다.

## 5견
《구사론》, 《대승오온론》, 《성유식론》 등에 따르면, 부정견(不正見) 또는 악견(惡見)은 보다 자세히는 유신견(有身見, 薩迦耶見) · 변집견(邊執見) · 사견(邪見) · 견취(見取) · 계금취(戒禁取)의 5가지 잘못된 견해로 나뉘는데, 이들을 통칭하여 5견(五見) 또는 5악견(五惡見)이라 한다 또한, 단순히 견(見)이라 부르기도 한다.

### 유신견
유신견(有身見, 산스크리트어: satkāya-drsti, 팔리어: sakkāya-ditth, 영어: view of individuality, self view, identity view)은 소의신(所依身), 즉 5온(五蘊)의 화합체를 실유(實有)라고 집착하는 견해이다. 즉, 5온의 화합체를 실재하는 나[我] 또는 나의 것[我所]이라고 집착하는 견해이다.
줄여서 신견(身見)이라고도 하고, 원어인 산스크리트어를 음역하여 살가야견(薩迦耶見), 삽가야견(颯迦耶見) 또는 삽가사견(薩迦邪見)이라고도 한다. 의역하여 허위신견(虛偽身見), 괴신견(壞身見) 또는 이전신견(移轉身見)이라고도 한다.

### 변집견
변집견(邊執見, 산스크리트어: anta-grāha-dṛṣṭi, 팔리어: anta-ggāhikā, 영어: extreme views, extreme view)은 단(斷)과 상(常)의 두 극단[邊]에 집착하는 견해, 즉 단견(斷見)과 상견(常見)을 말한다. 변집견은 줄여서 변견(邊見)이라고도 하며, 2가지 변견이라는 뜻에서 2변(二邊)이라고도 하며, 변견(邊見)을 번역하여 극단적인 견해라고도 하고 2변(二邊)을 번역하여 두 극단이라고도 한다.
《대승광오온론》에 따르면, 변집견 즉 단견과 상견은 중도(中道)와 출리(出離)를 장애하는 작용[業]을 한다.

#### 단견
단견(斷見)은 세간(世間)과 자아(自我)는 사후(死後)에 완전히 소멸된다는 견해로, 즉 인과의 상속, 업(業)의 상속 또는 심상속(心相續)을 부정하는 견해이다. 불교의 입장에서 보면, 단견(斷見)은 윤회가 존재하며 무위법인 열반이 존재한다는 것을 부정하는 견해이다.
단견(斷見)은 단멸된다는 극단 또는 단멸된다는 극단적인 견해라는 뜻에서 단변(斷邊)이라고도 한다.
《대승광오온론》에 따르면, 5취온이 이 세상에서 사라지면 그것으로 모든 것이 끝이라는 견해가 단견이다. 즉 마치 깨어진 병에 다시는 물을 담아 사용할 수 없는 것처럼 작자(作者) · 장부(丈夫) 등이 있어 그들은 죽어서 다시는 태어나지 않는다고 집착하는 것을 말한다. 즉 업의 상속과 윤회를 부정하는 유물론적인 견해를 말한다.

#### 상견
상견(常見, 산스크리트어: nityadrsti, śāśvatadrsti, 팔리어: sassata-ditthi)은 세간(世間)과 자아(自我)는 사후(死後)에도 없어지지 않는다는 견해이다. 상견(常見)에는 나름의 논리를 갖춘 다양한 견해가 있다. 불교의 입장에서 보면, 모든 상견(常見)은 유위법을 무위법으로 여기는 잘못된 견해이다.
상견(常見)은 영원하다는 극단 또는 영원하다는 극단적인 견해라는 뜻에서 상변(常邊)이라고도 한다.
예를 들어, 《대승광오온론》에 따르면, 아트만[我, 나, 자아, 영혼]과 대자재천[自在]이 편재[遍]하고 영원불멸[常]한 존재라는 힌두교의 교의가 상견에 해당한다. 여기서 대자재천(大自在天) 또는 자재천(自在天)은 힌두교의 시바신을 말하는데, 힌두교의 3주신 교의에 따르면 시바신은 우주의 본원적 실재인 브라만의 한 측면이다. 즉, 불교에서는 힌두교의 아트만과 브라만이 실법(實法) 즉 실재하는 존재 또는 실체가 아니라 5온에 근거하여 성립된 관념 즉 가법(假法)일 뿐이라고 본다. 그리고 이러한 가설적 존재들을 설정하지 않아도 해탈 또는 완전한 깨달음이 가능하다고 보며, 나아가 이러한 가설적 존재들에 의존하는 것이 도리어 해탈 또는 완전한 깨달음에 장애가 된다고 본다. 이에 비해 힌두교에서는 영원불멸한 존재인 브라만에서 현상(불교 용어로는, 유위법 즉 5온 즉 만법 즉 우주)이 전개된다고 본다. 따라서 아트만과 브라만이 하나가 되는 범아일여(梵我一如)의 경지 즉 사마디 상태에서만 진리를 알게 된다고, 즉 즈냐나[智, 지혜]가 획득된다고 본다. 이와 같이, 불교와 힌두교는 현상을 바라보는 관점이 서로 상이하며, 각각 나름의 논리를 갖추고 있다.

### 사견
사견(邪見, 산스크리트어: mithyā-dṛṣṭi, 팔리어: sassata-ditthi, 영어: false view, evil view)은 인과의 도리, 즉 원인과 결과의 법칙, 즉 연기법(緣起法)을 부정하는 견해이다.
불교의 입장에서 보면, 인과법을 부정한다는 것은 4성제(四聖諦)를 부정하는 것과 같은데, 4성제의 집제(集諦)와 고제(苦諦)는 서로 인(因)과 과(果)의 관계에 있으며 또한 도제(道諦)와 멸제(滅諦)도 서로 인(因)과 과(果)의 관계에 있기 때문이다. 《아비달마구사론》 제19권에서는 사견이란 실유의 존재인 고 · 집 · 멸 · 도의 진리[諦] 즉 4성제에 대해 그것이 존재하지 않는다고 부정하는 견해라고 정의하고 있다.
《대승오온론》과 《대승광오온론》에 따르면, 사견의 본질적 성질[性]은 원인[因] · 결과[果] 또는 작용(作用)을 부정하거나, 혹은 선한 일[善事]을 허물거나 파괴하는 오염된 지혜이다. 그리고 사견의 본질적 작용[業]은 선근을 끊고 불선근을 견고히 하고 불선을 낳고 선을 낳지 않는 것이다.

### 견취
견취(見取, 산스크리트어: drstiparāmarśa, 영어: adherence to views, view of attachment to views)는 그릇된 견해를 올바른 것이라고 집착하는 것을 말한다. 즉, 유신견 · 변집견 · 사견 등을 일으킨 후 이를 고집하여 진실하고 뛰어난 견해라고 집착하는 것을 말한다. 견취견(見取見)이라고도 한다.
《아비달마구사론》에 따르면 견취는 저열한 것[劣] 즉 무루성혜[聖] 또는 성도[聖]에 의해 끊어지는 유루(有漏)를 뛰어난 것[勝] 즉 무루(無漏)라고 여기는 것이다.

### 계금취
계금취(戒禁取, 산스크리트어: śīla-vrata-parāmarśa, 영어: adherence to observances and rituals, view of rigid attachment to the precepts)는 그릇된 계행(戒行)을 올바른 것이라고 집착하는 것, 즉 그릇된 계율이나 금지 조항을 바른 것으로 간주하여 거기에 집착하는 것을 말한다. 그리고, 이에 따라, 인(因) 아닌 것을 인이라 하고, 참된 해탈도(解脫道)가 아닌 것을 참된 해탈도라고 집착하는 잘못된 견해 말한다. 계금취견(戒禁取見) · 계금취결(戒禁取結) · 계금등취견(戒禁等取見) · 계도견(戒盜見) · 계도결(戒盜結) · 계취(戒取) · 계취견(戒取見) 또는 계취결(戒取結)이라고도 한다.
예를 들어, 대자재천(大自在天, Mahesvara)이나 생주신(生主神, prajāpati)을 세간의 참된 원인이라고 주장하는 것, 개나 소 따위가 죽은 뒤엔 하늘에 태어난다고 하여 개나 소처럼 풀을 먹고 똥을 먹으며 개와 소의 행동을 하면서 이것이 하늘에 태어나는 원인이고 바른 길이라고 집착하는 것, 또는 하늘에 태어나기 위해 갠지스강에 목욕하거나 불속에 뛰어드는 것 등이 계금취에 해당한다.

## 5견의 3성 분별
유신견(有身見, 薩迦耶見, 我見, 我所見) · 변집견(邊執見) · 사견(邪見) · 견취(見取) · 계금취(戒禁取)의 5견(五見) 또는 5악견(五惡見)을 선 · 불선 · 무기의 3성에 따라 분별하면 다음과 같이 나뉜다.
- 유신견(有身見, 薩迦耶見, 我見, 我所見): 유부무기(有覆無記)
- 변집견(邊執見): 유부무기(有覆無記)
- 사견(邪見): 불선(不善)
- 견취(見取): 불선(不善)
- 계금취(戒禁取): 불선(不善)

## 5견의 5부 분별
유신견(有身見, 薩迦耶見, 我見, 我所見) · 변집견(邊執見) · 사견(邪見) · 견취(見取) · 계금취(戒禁取)의 5견(五見) 또는 5악견(五惡見)을 견고소단 · 견집소단 · 견멸소단 · 견도소단 · 수도소단의 5부에 따라 분별하면 다음과 같이 나뉜다. 부파불교의 설일체유부의 교학에 따르면, 5견은 모두 견소단의 번뇌이다. 즉 견도에서 모두 끊어진다.
- 유신견(有身見, 薩迦耶見, 我見, 我所見): 견고소단
- 변집견(邊執見): 견고소단
- 사견(邪見): 견고소단 · 견집소단 · 견멸소단 · 견도소단
- 견취(見取): 견고소단 · 견집소단 · 견멸소단 · 견도소단
- 계금취(戒禁取): 견고소단 · 견도소단

### 계금취의 5부 분별
계금취는 크게 세 유형이 있는데 첫 번째는 대자재천 · 생주신 혹은 프라크리티(prakriti, 자성)나 시간(kala)과 같은 그 밖의 존재를 세간의 원인으로 여겨 그것이 세간을 낳았다고 주장하는 것이다. 이러한 견해는 원인인 아닌 것을 원인이라고 여기는 것으로, 불교 용어로는 비인계인(非因計因)의 계금취견이라고 한다.
비인계인의 계금취견은 원인인 아닌 것을 원인이라고 여기는 것이므로 견집소단이라고 생각할 수도 있지만, 설일체유부의 교학에 따르면, 이러한 견해는 이들 존재의 본질이 상주하는 것[常]이며, 단일한 것[一]이며, 자아이며, 작자라고 헤아린 후에 비로소 이들 존재를 세간의 원인이라고 주장한다는 성격을 가진다. 따라서 고제(苦諦)를 관찰할 때 자재천 등에 대한 상집(常執)과 아집(我執)은 영원히 끊어져 남김 없이 사라지기 때문에 이들 존재들이 존재하는 모든 것의 원인[所生因]이라는 주장도 역시 끊어지게 된다. 따라서 비인계인(非因計因)의 계금취는 견고소단이다. 참고로, 불교에서는 유정이 짓는 업이 세간과 세간의 차별의 참된 원인이라고 본다.
두 번째 유형은 물이나 불에 뛰어드는 등의 여러 가지 삿된 행이 바로 하늘에 태어나는 원인이라고 주장하거나, 혹은 다만 계금(戒禁) 등을 수지하는 것에 의해 청정도 즉 바른 길을 획득하였다고 주장하는 것이다. 즉, 바른 길이 아닌 것을 바른 길이라고 주장하여 그 길이 청정과 해탈과 출리를 가져오는 원인이 된다는 유형의 견해로, 불교 용어로는 비도계도(非道計道)의 계금취견이라고 한다.
비도계도의 계금취견에 대해 설일체유부의 정통 비바사사는 이것이 고제에 미혹한 것이기 때문에 견고소단이라고 본다. 반면 세친은 그릇된 길을 바른 길이라고 주장하는 것이므로 견도소단이 되어야 하지 않는가 하고 의문을 제기한다. 한편 중현은 비도계도의 계금취견을 더 세분하여 예를 들어 개처럼 사는 유루도를 해탈도라고 집착하는 경우와 도제를 비방하는 사견 등을 청정도로 집착하는 경우로 나누어, 전자는 '거칠에 나타나는 과상[麤果相]' 즉 고의 현실 즉 고제에 대해 미혹하여 즉 바르게 알지 못해 일어나는 것이기 때문에 견고소단이며, 후자는 도제를 부정하는 것이므로 도제를 어긴 것이지만 '거칠에 나타나는 과상[麤果相]' 즉 고의 현실 즉 고제에 대해 별도로 미혹하여 집착한 것이 아니므로 견도소단이라고 본다.
세 번째 유형은 온갖 견도소단의 법을 소연으로 하여 생겨난 계금취견이다. 구체적으로는, 탐 · 진 · 만 · 무명 · 사견 · 견취 · 계금취 · 의의 8가지 견도소단의 수면(隨眠)을 소연으로 생겨난 온갖 계금취견을 말하는데, 설일체유부의 정통 비바사사에 따르면 이것은 견도소단이다.

## 5견의 구생기·분별기 분별
번뇌를 분류하는 데는 여러 가지 방법이 있는데,
부파불교와 대승불교는 다같이 모든 번뇌를 크게 구생기(俱生起, 산스크리트어: sahaja)와 분별기(分別起, 산스크리트어: parikalpasamutthita)로 나누기도 한다. 부파불교에서는 5부 분별이 있으므로 구생기 · 분별기 분별은 주로 대승불교에서 사용하는 구분법이다. 모든 번뇌를 크게 구생기(俱生起)와 분별기(分別起)로 나누는 것은 번뇌가 일어날 때의 그 근거의 유형에 따라 분류하는 방법으로, 수행의 어느 단계에서 번뇌들이 끊어지는 지를 파악하는데 도움이 되는 분류이다.
구생기(俱生起)의 한자어 문자 그대로의 뜻은 '태어날 때 갖춘 [번뇌에서] 일어나는'으로, 전생(前生)들에서 스스로 벌어들인 업에 합당하게 태어날 때 타고나는 선천적인 번뇌를 말한다. 구생기번뇌(俱生起煩惱)라고도 하며, 불교의 수행 단계를 크게 견도(見道)와 수도(修道)로 나눌 때, 두 번째의 수도위(修道位)에서 끊어지기 때문에 수혹(修惑) 또는 수소단(修所斷)이라고도 한다.
구생기에 대해, 사사(邪師: 잘못된 스승)나 사교(邪敎: 잘못된 가르침)에 의지하여, 또는 자신의 사사유(邪思惟: 잘못된 생각이나 논리 또는 추리)에 의지하여 후천적으로 일어나는 번뇌를 분별기(分別起)라고 한다. 분별기(分別起)의 한자어 문자 그대로의 뜻은 '분별하여 일어나는'이다. 분별기를 분별기번뇌(分別起煩惱)라고도 하며, 견도(見道)와 수도(修道) 중 첫 번째의 견도위(見道位)에서 끊어지기 때문에 견혹(見惑) 또는 견소단(見所斷)이라고도 한다.

## 단멸의 단계
부파불교의 설일체유부와 대승불교의 유식유가행파와 법상종 모두에서 근본번뇌(根本煩惱)로 규정하는 번뇌로는 탐(貪) · 진(瞋) · 만(慢) · 무명(無明, 癡) · 견(見, 不正見, 惡見) · 의(疑)의 6가지 번뇌가 있다.
이들 중에서 견 즉 부정견은 유신견(有身見, 薩迦耶見) · 변집견(邊執見) · 사견(邪見) · 견취(見取) · 계금취(戒禁取)의 5견(五見)으로 나뉜다. 따라서, 세부적으로는, 총 10가지의 근본번뇌, 즉 탐 · 진 · 만 · 무명 · 유신견 · 변집견 · 사견 · 견취 · 계금취 · 의가 있게 된다.

### 유식유가행파
세친의 《대승오온론》 등에 따르면 10가지 근본번뇌들 중 뒤의 4가지 즉 사견 · 견취 · 계금취 · 의가 분별기이며 나머지 6가지는 모두 구생기이기도 하고 분별기이기도 하다.
즉, 5견(五見) 가운데 사견 · 견취 · 계금취의 3가지 염오견은 견도(見道)의 단계에서 완전히 끊어지며, 유신견과 변집견의 2가지 염오견은 견도(見道)에서 약화되기는 하지만 끊어지지는 않으며 수도(修道)의 단계에서 완전히 끊어진다. 이것은 달리 말하면, 8정도(八正道)의 정견(正見)은 수도(修道)의 단계가 완성될 때 비로소 완성된다는 것을 의미한다. 즉, 열반(涅槃) 즉 완전한 깨달음을 증득할 때 비로소 8정도의 다른 요소들과 함께 정견(正見)도 완성된다.

## 같이 보기
- 견
- 3결(三結): 신사결(身邪結) · 계도결(戒盜結) · 의결(疑結)
- 전도(顚倒)
- 8정도의 정견
- 부정지
- 혜
- 치
- 근본무명
- 불선근
- 4근본번뇌 중 아견(我見)

## 참고 문헌
- 곽철환 (2003). 《시공 불교사전》. 시공사 / 네이버 지식백과. |title=에 외부 링크가 있음 (도움말)
- 구나발타라(求那跋陀羅) 한역 (K.650, T.99). 《잡아함경(雜阿含經)》. 한글대장경 검색시스템 - 전자불전연구소 / 동국역경원. K.650(18-707), T.99(2-1). |title=에 외부 링크가 있음 (도움말)
- 권오민 (2003). 《아비달마불교》. 민족사.
- 세우 지음, 현장 한역, 송성수 번역 (K.949, T.1542). 《아비달마품류족론》. 한글대장경 검색시스템 - 전자불전연구소 / 동국역경원. K.949(25-149), T.1542(26-692). |title=에 외부 링크가 있음 (도움말)
- 세친 지음, 현장 한역, 권오민 번역 (K.955, T.1558). 《아비달마구사론》. 한글대장경 검색시스템 - 전자불전연구소 / 동국역경원. K.955(27-453), T.1558(29-1). |title=에 외부 링크가 있음 (도움말)
- 세친 지음, 현장 한역, 송성수 번역 (K.618, T.1612). 《대승오온론》. 한글대장경 검색시스템 - 전자불전연구소 / 동국역경원. K.618(17-637), T.1612(31-848). |title=에 외부 링크가 있음 (도움말)
- 안혜 지음, 지바하라 한역, 조환기 번역 (K.619, T.1613). 《대승광오온론》. 한글대장경 검색시스템 - 전자불전연구소 / 동국역경원. K.619(17-641), T.1613(31-850). |title=에 외부 링크가 있음 (도움말)
- 용수 지음, 구마라습 한역, 김성구 번역 (K.549, T.1509). 《대지도론》. 한글대장경 검색시스템 - 전자불전연구소 / 동국역경원. K.549(14-493), T.1509(25-57). |title=에 외부 링크가 있음 (도움말)
- 운허.  동국역경원 편집, 편집. 《불교 사전》. |title=에 외부 링크가 있음 (도움말)
- 호법 등 지음, 현장 한역, 김묘주 번역 (K.614, T.1585). 《성유식론》. 한글대장경 검색시스템 - 전자불전연구소 / 동국역경원. K.614(17-510), T.1585(31-1). |title=에 외부 링크가 있음 (도움말)
- 황욱 (1999). 《무착[Asaṅga]의 유식학설 연구》. 동국대학원 불교학과 박사학위논문.
- (중국어) 구나발타라(求那跋陀羅) 한역 (T.99). 《잡아함경(雜阿含經)》. 대정신수대장경. T2, No. 99, CBETA. |title=에 외부 링크가 있음 (도움말)
- (중국어) 星雲. 《佛光大辭典(불광대사전)》 3판. |title=에 외부 링크가 있음 (도움말)
- (중국어) 무착 조, 현장 한역 (T.1602). 《현양성교론(顯揚聖教論)》. 대정신수대장경. T31, No. 1602, CBETA. |title=에 외부 링크가 있음 (도움말)
- (중국어) 무착 조, 현장 한역 (T.1605). 《대승아비달마집론(大乘阿毘達磨集論)》. 대정신수대장경. T31, No. 1605, CBETA. |title=에 외부 링크가 있음 (도움말)
- (중국어) 세우 조, 현장 한역 (T.1542). 《아비달마품류족론(阿毘達磨品類足論)》. 대정신수대장경. T26, No. 1542, CBETA. |title=에 외부 링크가 있음 (도움말)
- (중국어) 세친 조, 현장 한역 (T.1558). 《아비달마구사론(阿毘達磨俱舍論)》. 대정신수대장경. T29, No. 1558, CBETA. |title=에 외부 링크가 있음 (도움말)
- (중국어) 세친 조, 현장 한역 (T.1612). 《대승오온론(大乘五蘊論)》. 대정신수대장경. T31, No. 1612, CBETA. |title=에 외부 링크가 있음 (도움말)
- (중국어) 세친 조, 현장 한역 (T.1614). 《대승백법명문론(大乘百法明門論)》. 대정신수대장경. T31, No. 1614, CBETA. |title=에 외부 링크가 있음 (도움말)
- (중국어) 안혜 조, 지바하라 한역 (T.1613). 《대승광오온론(大乘廣五蘊論)》. 대정신수대장경. T31, No. 1613, CBETA. |title=에 외부 링크가 있음 (도움말)
- (중국어) 안혜 조, 현장 한역 (T.1606). 《대승아비달마잡집론(大乘阿毘達磨雜集論)》. 대정신수대장경. T31, No. 1606, CBETA. |title=에 외부 링크가 있음 (도움말)
- (중국어) 용수 조, 구마라습 한역 (T.1509). 《대지도론(大智度論)》. 대정신수대장경. T25, No. 1509, CBETA. |title=에 외부 링크가 있음 (도움말)}
- (중국어) 호법 등 지음, 현장 한역 (T.1585). 《성유식론(成唯識論)》. 대정신수대장경. T31, No. 1585, CBETA. |title=에 외부 링크가 있음 (도움말)